# Antoni Matla
Antoni Matla (ur. 8 czerwca 1912 w Skarżysku-Kamiennej, zm. 24 lutego 1987) – polski ślusarz, poseł na Sejm PRL I kadencji.

## Życiorys
Syn Juliana. Ukończył szkołę podstawową i szkołę rzemieślniczą. Z zawodu był ślusarzem, pracował na stanowisku kierownika wydziału w Zakładach Metalowych im. gen. Waltera w Radomiu. Został członkiem Polskiej Zjednoczonej Partii Robotniczej. W 1952 uzyskał mandat posła na Sejm PRL I kadencji w okręgu Radom, w parlamencie pracował w Komisji Obrotu Towarowego.
Został odznaczony Srebrnym (1950) i Złotym (1952) Krzyżem Zasługi oraz Medalem 10-lecia Polski Ludowej (1954).
Został pochowany na cmentarzu rzymskokatolickim w Radomiu.